# Lorestan
Lorestan of Loeristan (Koerdisch:Lûrîstan, Perzisch: استان لرستان, (Orestān-e Lorestān) is een van de 31 provincies van Iran.
Lorestan (betekenis: land van de Lors) is zowel een dunbevolkte en weinig ontwikkelde Iraanse provincie alsmede een historisch gebied in het westelijk deel van Iran, gelegen in het midden van het Zagrosgebergte. Grote en vruchtbare valleien vindt men in het oosten van deze streek. De hoofdplaats is de stad Khorramabad.
De oppervlakte van Lorestan bedraagt 28.300 km²; het inwonertal komt uit op 1,8 miljoen.
De inwoners worden Lors genoemd. Het is een half-nomadisch, Iraans volk dat eveneens een Iraanse taal spreekt; verder zijn ze verwant aan de Koerden. De Lors hebben hun cultuur en eigen taal kunnen behouden vanwege de afgelegen, moeilijk bereikbare ligging van Lorestan.
In de oudheid heeft Lorestan een grote bloeitijd doorgemaakt met onder andere een hoog niveau van bronskunst (kledingspelden, godenbeeldjes, wapens, enzovoort). Tussen de 9e en 7e eeuw v.Chr. was dit het hartland van het koninkrijk Ellipi.

## Aardbeving 2006
Op 31 maart 2006 vond er een aardbeving plaats met een kracht van 6,0 op de schaal van Richter. Zo'n 330 dorpen rondom de industriesteden Boroujerd en Doroud werden zwaar beschadigd. Hierbij kwamen zeker 70 mensen om het leven en minstens 1260 personen raakten gewond.

## Districten (shahrestān) in de provincie
Alborz · Ardebil · Oost-Azerbeidzjan · West-Azerbeidzjan · Bushehr · Chahar Mahaal en Bakhtiari · Fars · Gilan · Golestan · Hamadan · Hormozgan · Ilam · Isfahan · Kerman · Kermanshah · Noord-Khorasan · Razavi-Khorasan · Zuid-Khorasan · Khoezistan · Kohgiluyeh en Boyer Ahmad · Kordestan · Lorestan · Markazi · Mazandaran · Qazvin · Qom · Semnan · Sistan en Beloetsjistan · Teheran · Yazd · Zanjan